# Trường trung học

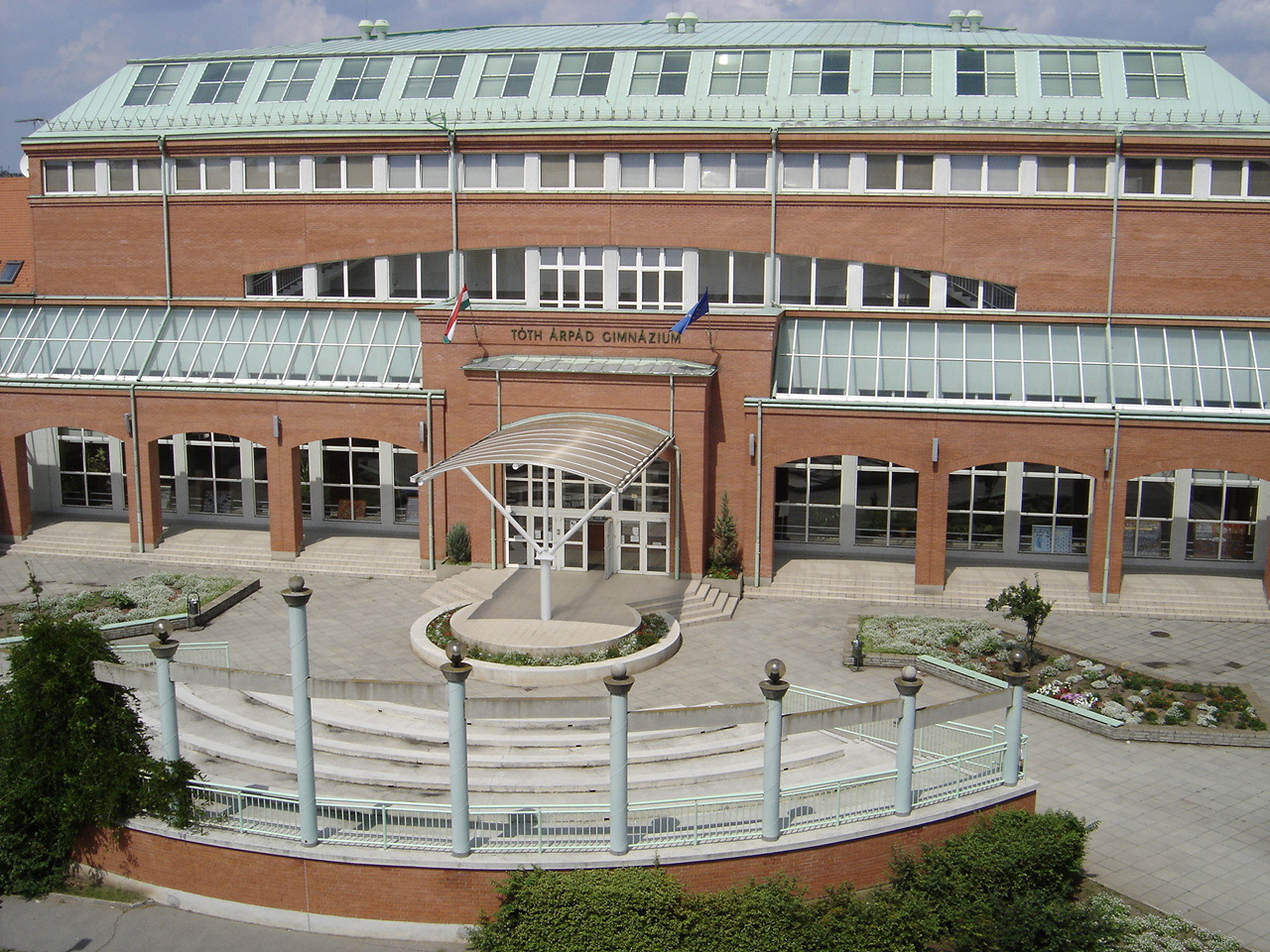
Tóth Árpád Gimnázium, trường trung học ở Debrecen, Hungary

Một trường trung học là cả một tổ chức cung cấp giáo dục trung học và tòa nhà nơi việc giáo dục trung học được thực hiện. Một số trường trung học có thể cung cấp cả giáo dục trung học cơ sở và trung học phổ thông (cấp độ 2 và 3 của ISCED), bên cạnh đó cũng có thể được cung cấp trong các trường riêng biệt, như trong hệ thống cấp hai và cấp ba của Mỹ.
Các trường trung học thường có học sinh theo học từ các trường tiểu học và tiếp tục với giáo dục nghề nghiệp và đại học. Việc đi học tại đây là bắt buộc ở hầu hết các quốc gia đối với học sinh trong độ tuổi từ 11 đến 16. Các tổ chức, tòa nhà và thuật ngữ là có phần là duy nhất ở từng quốc gia.